# Aldo Leopold
Aldo Leopold (ur. 11 stycznia 1887 w Burlington, zm. 21 kwietnia 1948) – amerykański leśnik, działacz ruchu ochrony dzikiej przyrody, uważany za jednego z prekursorów filozofii ekologicznej. Autor wydanej pośmiertnie książki pt. A Sand County Almanac (polski tytuł Zapiski z Piaszczystej Krainy).